# Niels Böttcher
Niels Böttcher (* 16. September 1962 in Hamburg; † 1. August 2020) war ein deutscher Politiker (CDU).

## Leben
Böttcher war verheiratet und hatte fünf Kinder. Er absolvierte eine Ausbildung zum Einzelhandelskaufmann. Von 1989 bis 1991 studierte er Betriebswirtschaftslehre an der Hochschule für Wirtschaft und Politik in Hamburg. Seit 2002 war er als selbstständiger Gastronom tätig.
Anfang August 2020 verstarb Niels Böttcher im Alter von 57 Jahren.

## Politik
Böttcher trat 1981 der CDU bei. Von Oktober 2001 bis März 2004 war er Mitglied der Bezirksversammlung Eimsbüttel. Er ist Ortsvorsitzender der CDU Eimsbüttel.
Böttcher wurde März 2004 Mitglied der Bürgerschaft der Freien und Hansestadt Hamburg. Hier war er als Landtagsabgeordneter Mitglied des Sport-, des Umwelt- und des Stadtentwicklungsausschusses. 2008 schaffte er es nicht mehr in die Bürgerschaft. Allerdings wurde er in die Eimsbütteler Bezirksversammlung gewählt und trat die „Erbfolge“ von seinem Vater Wolfgang Böttcher als Bezirksversammlungs-Präsident an.
Postmortem wurde ihm im Juni 2022 im Rahmen des Bürger:innenpreis der Bezirksversammlung Eimsbüttel die „Ehrennadel der Bezirksversammlung Eimsbüttel für besondere Verdienste durch ehrenamtlichen und soziales Engagement für den Bezirk Eimsbüttel“ verlieren. Dies ist das erste Mal, dass diese Sonderehrung postmortem verliehen worden ist.